# Franse literatuur in de 19e eeuw
De Franse literatuur van de 19e eeuw speelt zich af tegen een achtergrond van tumultueuze politieke ontwikkelingen.
In de Franse geschiedschrijving begint de 19e eeuw omstreeks 1799, als Napoleon door middel van een staatsgreep een einde maakt aan de Franse Revolutie. Tijdens de revolutie is het literaire leven in het land volledig stilgevallen. Iedereen is in de ban van de Revolutie en de gebeurtenissen eromheen. Pas onder het bewind van Napoleon komt de literaire productie langzaam weer op gang. Het is dan ook niet verbazingwekkend dat de Romantiek, op dat moment de dominerende stroming in de rest van Europa, met een vertraging van een paar decennia aankomt in Frankrijk.

## De romantiek

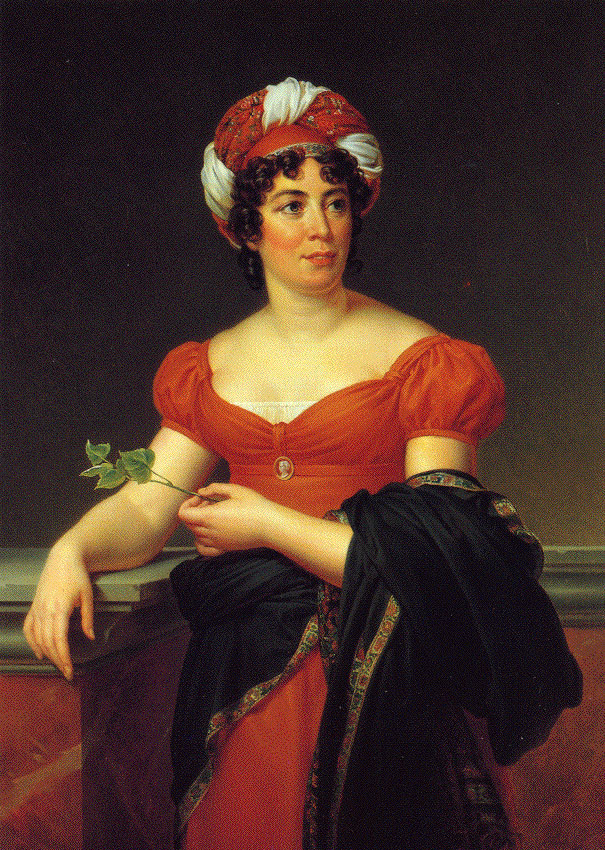
Madame de Staël

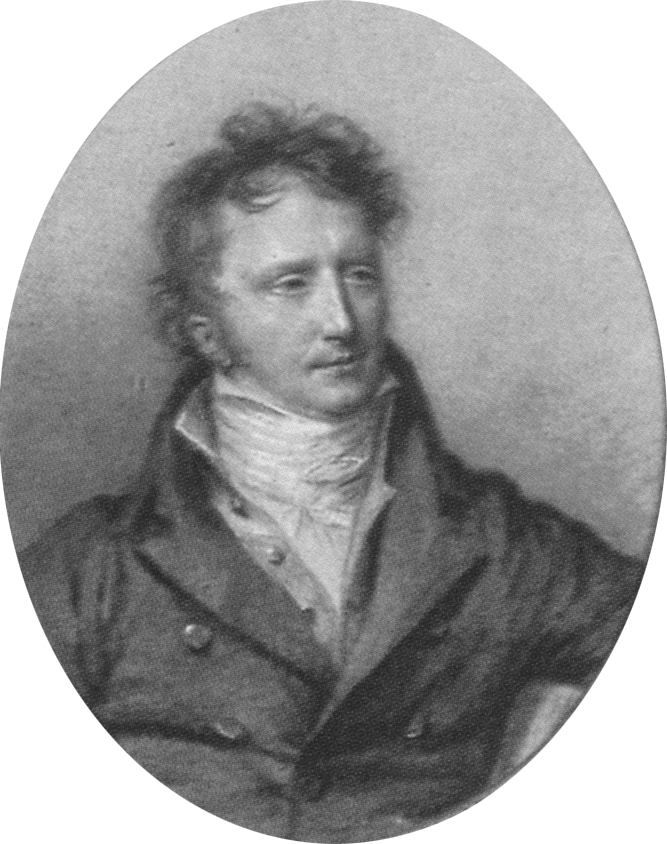
Constant

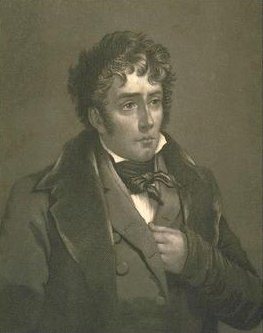
Chateaubriand

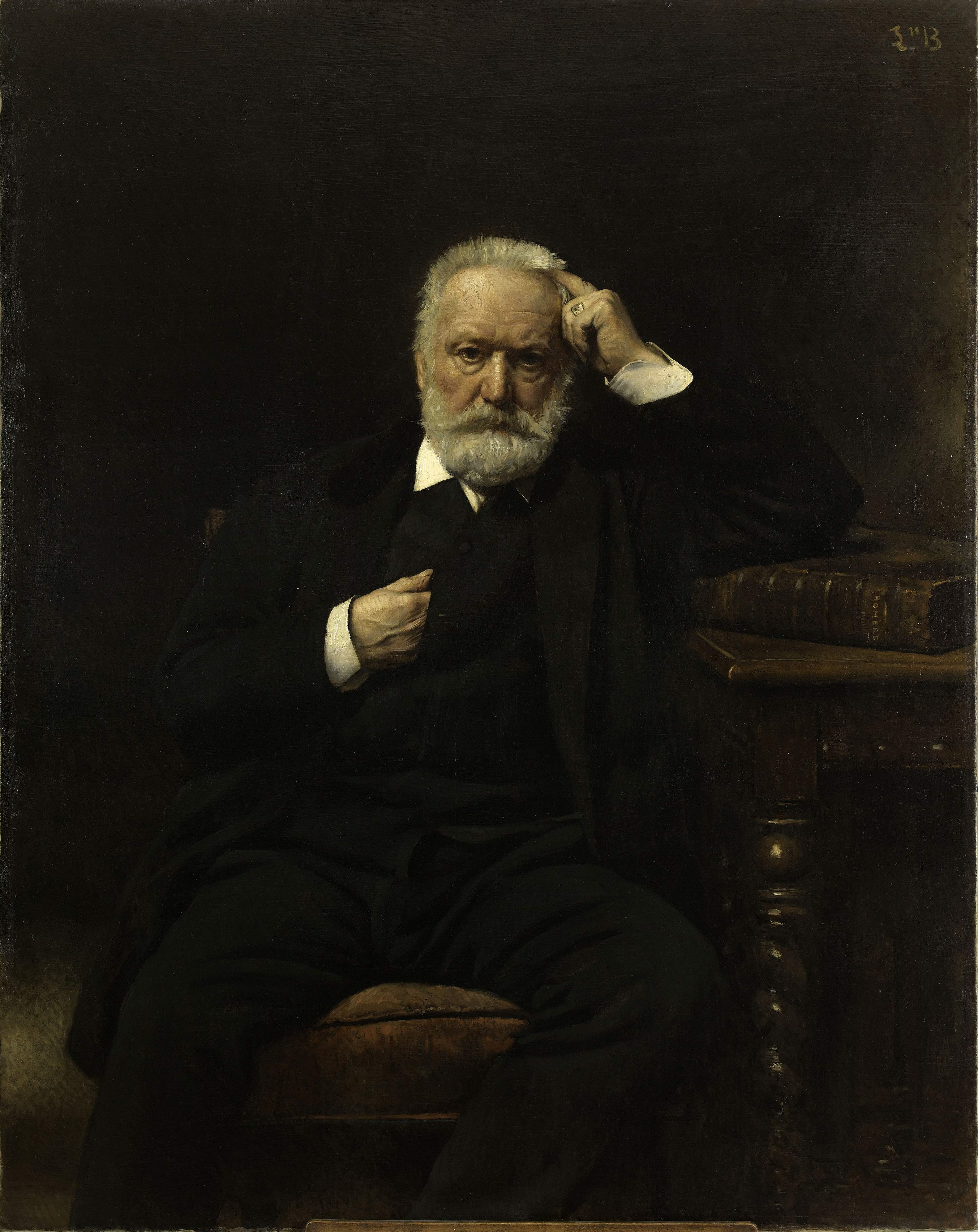
Hugo

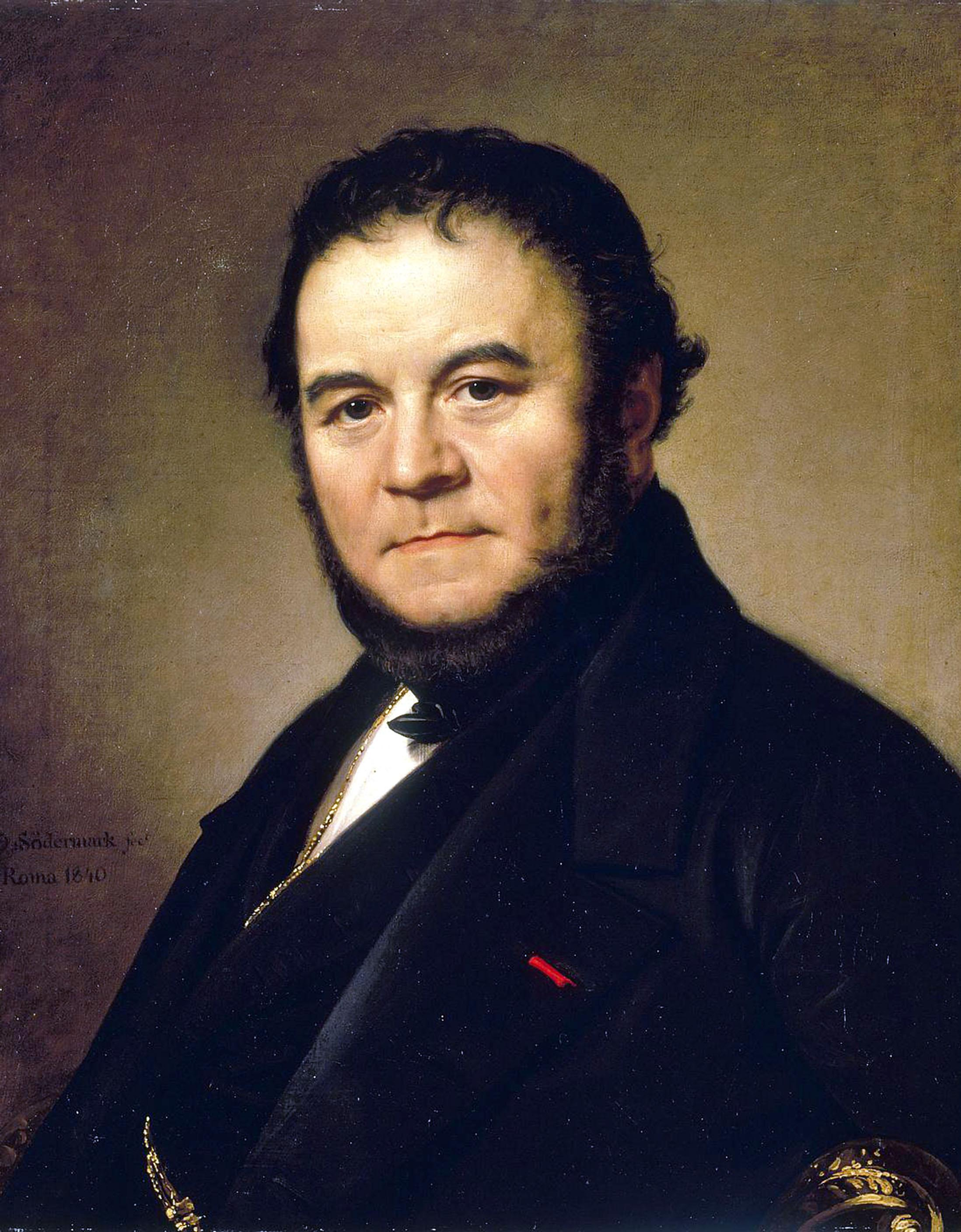
Stendhal

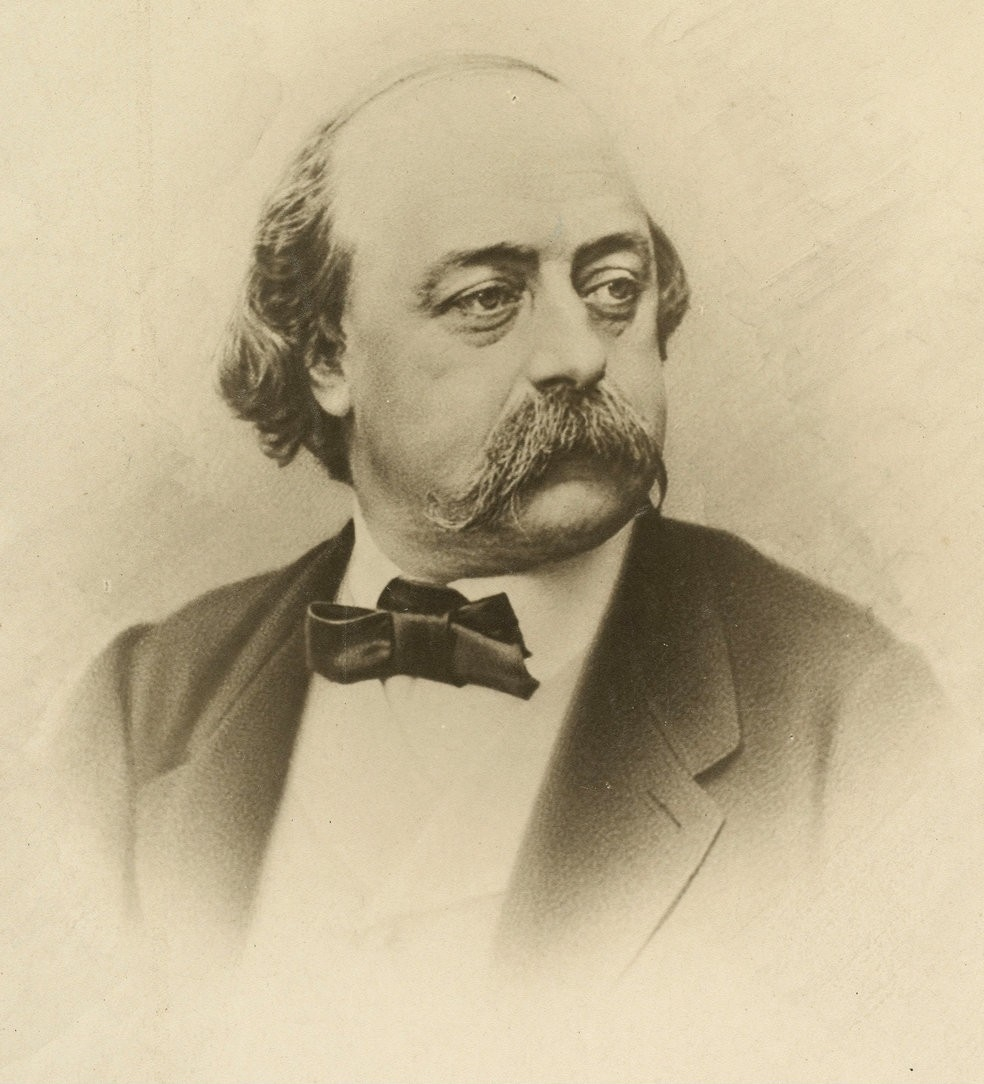
Flaubert

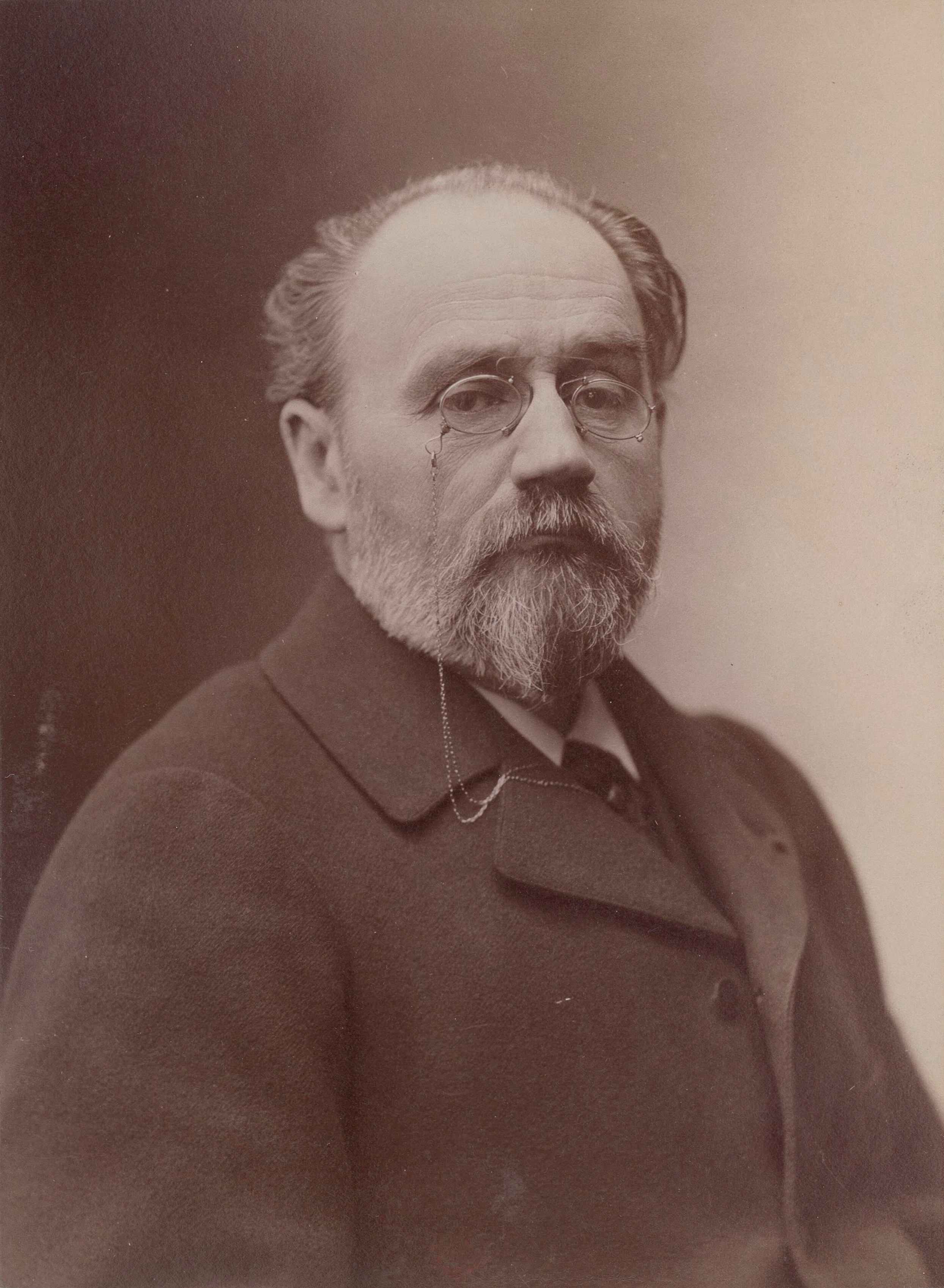
Zola

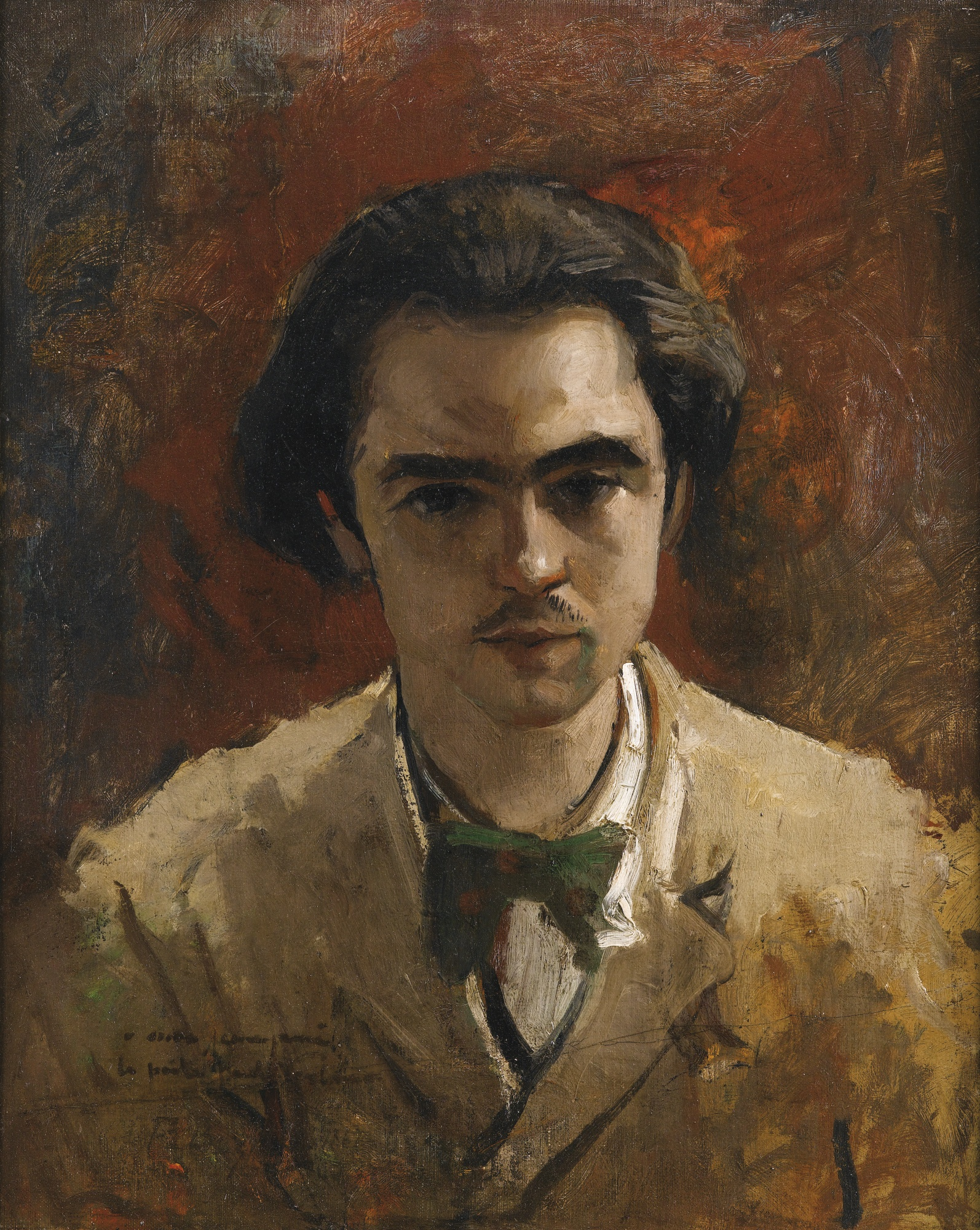
Verlaine

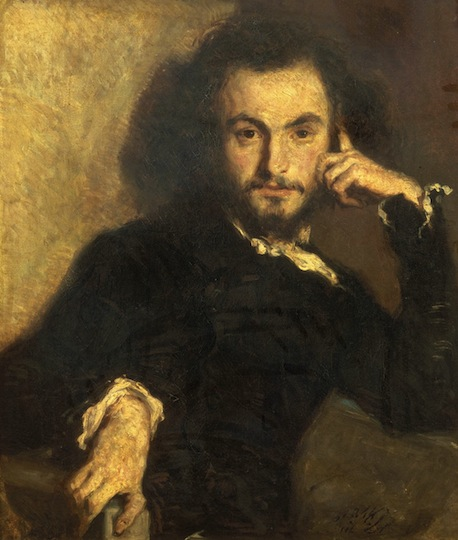
Baudelaire

De romantische beweging kwam in Duitsland en Engeland omstreeks 1750 op gang. Ongeveer een halve eeuw later manifesteerde ze zich in Frankrijk. Een van de sleutelpersonen in het overbrengen van de Romantische thematiek naar Frankrijk is Madame de Staël. Zij werd door het Napoleontische regime uit Parijs verbannen; ze besluit Frankrijk te verlaten en door Europa te reizen. In Duitsland komt zij in aanraking met de Romantiek. De l'Allemagne (1813) is een loftuiting van de Duitse (Romantische) literatuur.
Een van de voormannen van de stroming was de literatuurcriticus Charles-Augustin Sainte-Beuve die in zijn verslagen van literaire bijeenkomsten op maandag (Les Lundis) onder anderen de Romantische esthetiek definieerde.
De rede en het realisme die tijdens de Verlichting zo hoog aan werden geslagen, hadden hun tijd gehad. De romantiek probeerde de realiteit juist te ontvluchten. Subjectiviteit, gevoeligheid en individualisme waren centrale thema's. De vorm van schrijven werd steeds vrijer. De roman is de favoriete literaire vorm van de Romantische schrijvers: het is het genre dat aan de minste conventies dient te voldoen. Een andere bevrijding van vorm is bijvoorbeeld het poëtisch proza.

### Le mal du siècle
Het onbestemde melancholische lijden van het "ik" in een kille wereld, wordt vertaald in termen als 'mal du siècle' en Weltschmerz. Zo lijdt de hoofdpersoon van Benjamin Constants roman Adolphe (1842) onder een onmogelijke liefde, en in Aurélia (1853-1854) schrijft Gérard de Nerval letterlijk een onmogelijke liefde van zich af. Victor Hugo schrijft zijn dichtbundel Les contemplations in 1856 na het verliezen van zijn dochter.
Er was een ware hang naar alles wat werd ingegeven door de verbeelding, dromen, mysteries, het fantastische en het metafysische. Het christendom, door de Verlichting beschouwd als obscurantisme, werd weer met open armen binnengehaald, als iets wat hoop kan geven op verlossing van het pijnlijke bestaan. Vooral François René de Chateaubriand schreef vurige betogen voor het christendom, waaronder Le génie du christianisme (1802) en Mémoires d'outre-tombe (1848-1850). Ook Alfred de Vigny filosofeerde over het menselijke bestaan, dat ondanks de komst van Christus nog een lijdensweg is, in zijn dichtbundel Les Destinées (1864) onder meer.

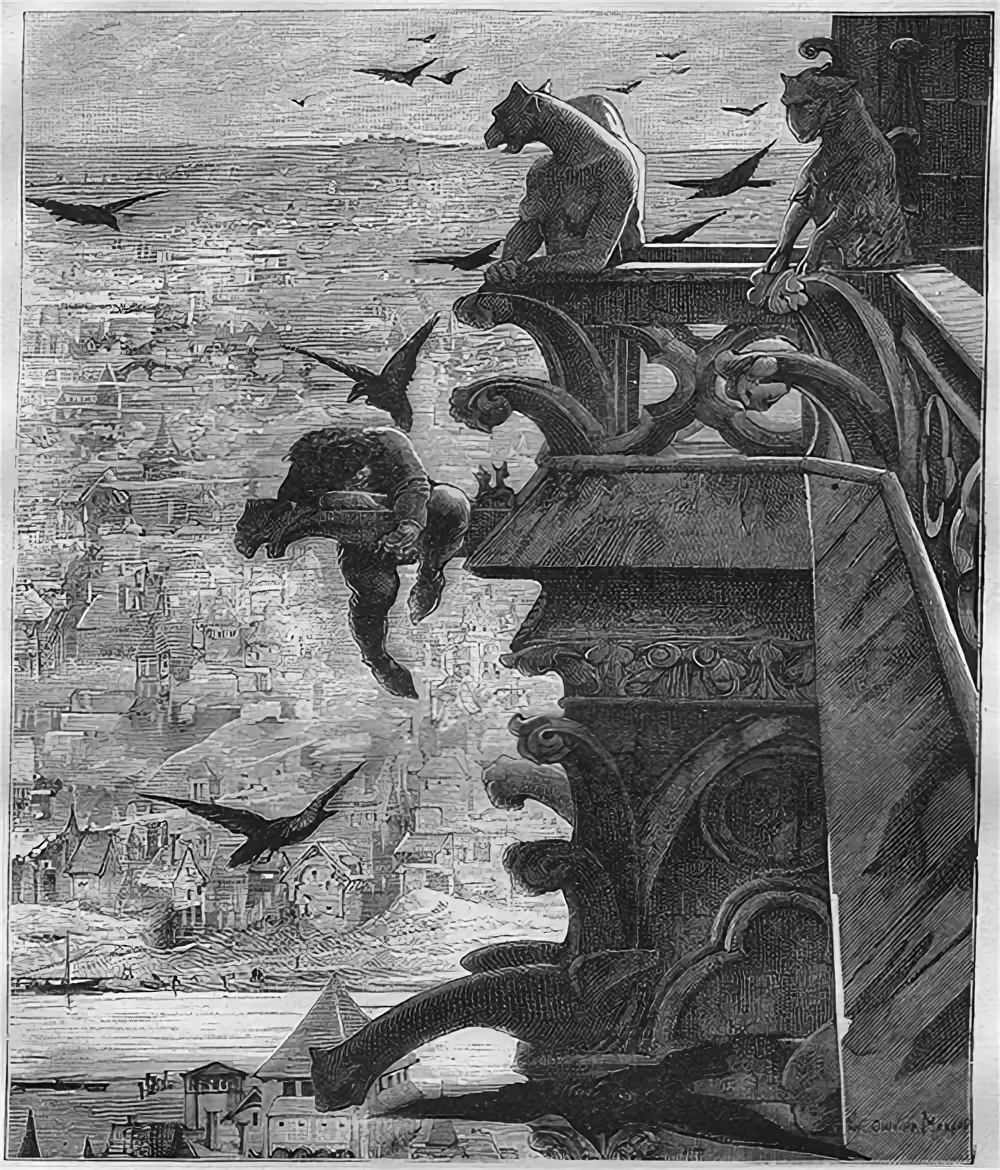
Quasimodo, de gebochelde van de Notre Dame

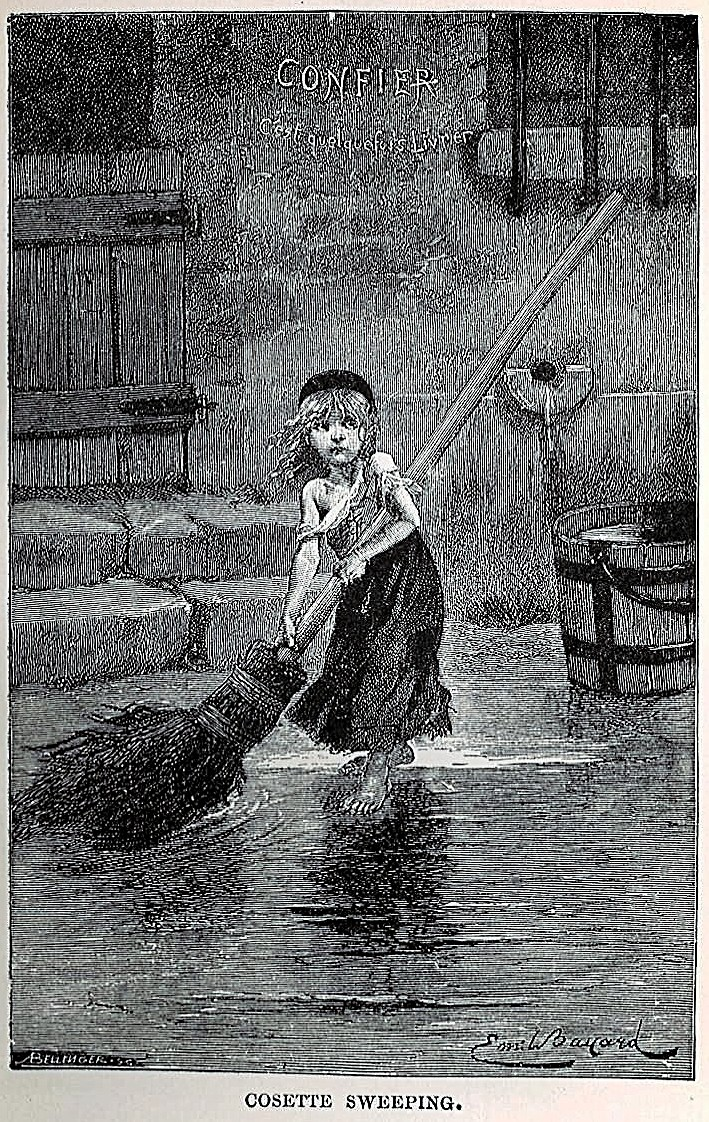
Cosette, een van de hoofdpersonen van Les Misérables

### Vlucht van het hier en nu
Werd de natuur in de Verlichting beschouwd als het bedreigende en ongeordende dat bestreden moest worden, tijdens de Romantiek werd ze afgeschilderd als spiegel van de ziel en bevond zich dus in het centrum van de thematiek, met een voorkeur voor locaties als ruïnes, berglandschappen (liefst door de maan beschenen), afgronden, watervallen, enz. Hoe verder er terug wordt gegaan naar de natuur, hoe beter. Chateaubriand beschreef in Atala (1801) en in René (1805) de avonturen en vooral de zieleroerselen van respectievelijk een indiaan en een Europeaan die verbannen is naar een primitieve stam.
Eugène Sue zoekt het dichter bij huis, en omschrijft de mysterieuze kant van Parijs in zijn Mystères de Paris, dat als feuilleton verscheen. Prosper Mérimée zocht het mysterie ook op. Om te beginnen met de naam van de auteur: hij presenteerde zijn werk alsof hij er slechts de vertaler van was. Ook zijn intriges zijn in mysterie gehuld. Daarbij zoekt hij exotisch aandoende omgevingen op: zijn bekendste werk, Carmen (1845) speelt zich in Spanje af.
De historische roman speelt een belangrijke rol in de Romantiek. Tijdens de Romantiek vond er een herontdekking van de christelijke Middeleeuwen plaats. Die tijd verenigde meerdere Romantische thema's in zich: het is een combinatie van mystiek en een vlucht in de tijd. Goede voorbeelden zijn De Klokkenluider van de Notre Dame (Notre Dame de Paris, 1831) van Victor Hugo en het werk van Alexandre Dumas père, o.a. De drie musketiers (Les trois mousquetaires, 1844) en De graaf van Monte-Cristo (Le Comte de Monte-Cristo, ook uit 1844). In het theater vinden we deze vlucht in de tijd ook terug, onder anderen in Lorenzaccio (1834) van Alfred de Musset.

### Victor Hugo
Een van de sleutelfiguren, zo niet dé sleutelfiguur van de Franse literatuur in de 19e eeuw is Victor Hugo. In de literatuurgeschiedenis wordt hij doorgaans tot de romantische schrijvers/dichters gerekend, waar hij emblematisch voor is, maar in zijn latere carrière begint zijn werk meer realistische trekken te vertonen, waarbij er een terugkeer plaatsvindt naar een realistische beschrijving van het heden.
Hoewel de taal en de emoties in Les Misérables (1862) uit de Romantiek komen, is het onderwerp van de roman (armoede, een volksopstand in 1832, justitiële misstanden) Realistisch te noemen. De inspiratie hiervoor kwam duidelijk voort uit zijn andere belangrijke bezigheid: naast zijn carrière als schrijver was Hugo ook een invloedrijke politicus. In die hoedanigheid heeft hij trouwens meerdere keren het land moeten ontvluchten en hij is zelfs verbannen geweest. Op die manier heeft hij op vele plaatsen in Europa gewoond, waaronder op de Kanaaleilanden en in Luxemburg.

## Realisme
Als reactie op de Romantiek gaan halverwege de 19e eeuw schrijvers weer op zoek naar een realistischere beschrijving van de werkelijkheid. Het marxisme heeft een grote invloed op de deze nieuwe manier van schrijven. Het realisme is de stroming die als directe reactie op de Romantiek wordt gezien.
In het realisme worden gedragingen -de materiële buitenkant- op een objectiverende manier beschreven. De mens wordt in zijn omgeving geplaatst en in de realistische roman heeft de confrontatie plaats tussen een persoon, dikwijls van lagere sociale komaf, en de maatschappij.

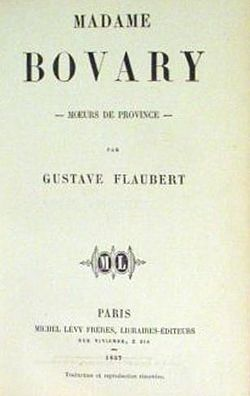

### La comédie humaine
Onbetwist voorman van het realisme is Honoré de Balzac. Zijn oeuvre is in feite één groot werk, La Comédie humaine genaamd, waarvan de verschillende romans slechts delen zijn. Er is geen eenduidigheid over het aantal romans dat deel uit zou maken van de reeks. Er worden aantallen genoemd tussen de 90 en de 140. Balzac probeert in La comédie humaine alle klassen van de Franse samenleving na de val van het Eerste Keizerrijk te beschrijven. Hoewel de verschillende romans wel degelijk apart gelezen kunnen worden, is La Comédie Humaine daadwerkelijk één geheel. Een groot aantal personages komt bijvoorbeeld in meerdere romans terug. Het totale werk heeft zoveel invloed gehad, zowel in Frankrijk als daarbuiten, dat het tot de literaire canon van de westerse cultuur wordt gerekend. Bekende afzonderlijke titels zijn Le Père Goriot (1835) en Eugénie Grandet (1833).

### De bildungsroman
De bildungsroman (Roman d'apprentissage in het Frans) was ook een geliefd genre binnen het realisme. In zo'n bildungsroman wordt een onervaren hoofdpersoon gevolgd bij zijn eerste stappen in de sociale wereld, zodat deze in al zijn trekken getoond kan worden. Met name het werk van Stendhal bestaat uit zulke romans: Le Rouge et le Noir (1830), La Chartreuse de Parme (1839). Stendhal bevindt zich op de rand van de Romantiek en het realisme, hij interesseert zich meer in de psychologie en zijn personages lijden aan de melancholie die typisch is voor de Romantiek. Bovendien gaan beide romans over onmogelijke liefdes.
L'éducation sentimentale (1869) van Gustave Flaubert is ook een bildungsroman. Zijn bekendste werk is Madame Bovary (1857). De personages van Flaubert zijn passief, tot mislukkingen veroordeeld, hun leven stelt "bijna niets" voor. Emma Bovary gaat ten onder aan de burgerlijke middelmatigheid van het dorp waar ze met haar man woont. Gustave Flaubert staat al met één been in de Naturalistische thematiek.

## Naturalisme
Het naturalisme gaat nog een stap verder dan het realisme in zijn beschrijving van het maatschappelijk leven. Filosofie, sociologie, psychologie en biologie gaan de literatuur beïnvloeden. De eigentijdse (wetenschappelijke) denkbeelden hebben een grote invloed op het naturalisme: het positivisme van Auguste Comte, het sciëntisme van Ernest Renan, de evolutietheorie van Charles Darwin en de literatuurtheorieën van Hippolyte Taine. Ook het marxisme speelt een bepalende rol in de thematiek. Het naturalisme legt de nadruk op de negatieve tot soms ronduit morbide kanten van het leven (depressies, sociale ellende, ontregelde seksualiteit...).
De experimentele roman wordt een laboratorium voor personages: hun leven wordt gedetermineerd door sociale en historische omgeving, zowel psychologisch als biologisch zijn ze erfelijk bepaald.

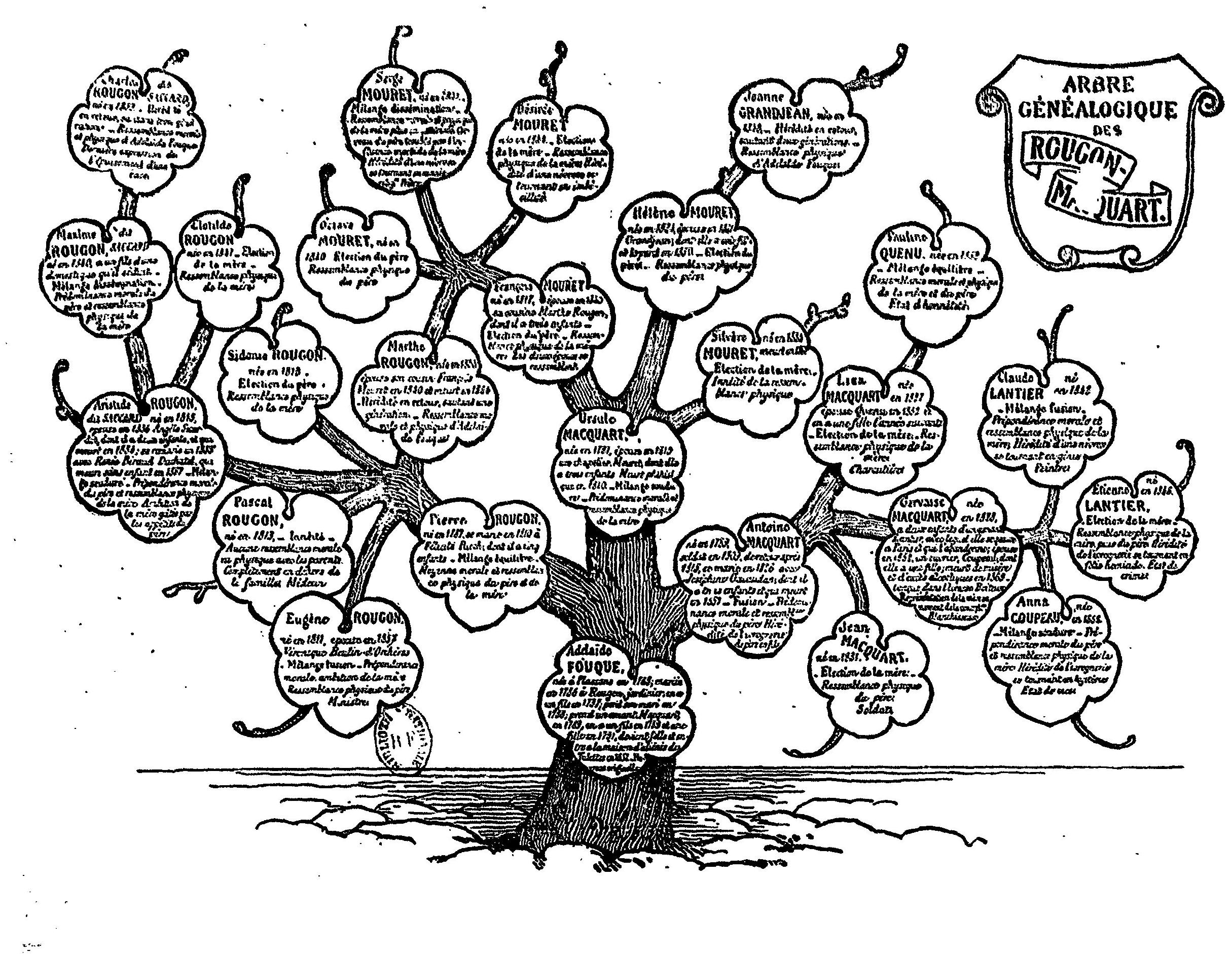
De stamboom van de Rougon-Macquarts

Émile Zola heeft een reeks geschreven van 20 romans: Les Rougon-Macquart, histoire sociale et naturelle d'une famille sous le Second Empire (De Rougon-Macqurts, de sociale en biologische geschiedenis van een familie onder het Tweede Keizerrijk). Hoewel nog altijd fictie, wil Zola van zijn werk een wetenschappelijke studie naar de samenleving maken. Hij schildert in deze werken alle lagen van de Franse samenleving. De bekendste romans uit de serie zijn: L'Assommoir (1877) en Germinal (1885). Zola was niet alleen een schrijver, als intellectueel had hij ook een grote invloed. Meer nog dan om zijn romans staat hij misschien wel bekend om het pamflet J'accuse...! dat hij het geschreven naar aanleiding van de Dreyfus-affaire en waarvoor hij terecht heeft moeten staan.
De andere grote vertegenwoordiger van het naturalisme, Guy de Maupassant, hanteert een wat ruwere en minder doordachte benadering, maar wil ook de maatschappij zo reëel mogelijk weergeven. Bekende werken zijn: Bel-Ami (1885), Le Horla (1887).

## Parnasse
In tegenstelling tot het realisme en het naturalisme, die inhoudelijk een reactie zijn op de Romantiek, is de Parnasse een reactie op de vormen van de Romantiek. Deze beweging, genoemd naar de Montparnasse, beoogt een poëzie met een zuivere vormschoonheid, zonder morele gepreoccupeerdheid. Ze wordt samengevat in de bekende formule l'Art pour l'Art (kunst omwille van de kunst): alleen dat wat zonder enig nut is kan mooi zijn.
Bekende Parnassiens, dichters die aangesloten waren bij deze groep, zijn: Théophile Gautier (Mademoiselle de Maupin, 1836), Leconte de Lisle, Nobelprijswinnaar Sully Prudhomme en José-Maria de Heredia

## Symbolisme
Het symbolisme is een directe reactie op het realisme en het naturalisme. Ook de symbolisten hadden een voorkeur voor de poëzie. Hun gedichten zijn extreem subjectief. In vage symbolen wordt de gemoedstoestand van de dichter gesuggereerd in plaats van uitgedrukt. Het 'symbool' kan een woord zijn, of een stijlfiguur, of een beeld, of alleen maar een klank: het geeft de geheimzinnige correspondances (overeenkomsten) weer tussen de ziel van de dichter en de tastbare wereld. Via dit symbool, dat voor meerdere interpretaties vatbaar is, maakt de dichter de overgang van de reële naar de ideële wereld. De taal is vaak hermetisch en komt soms gekunsteld over.
Het vers is ondertussen helemaal vrij geworden. De poëzie is, om met Verlaine te spreken, de la musique avant toute chose ('Voor alles muziek). Verlaine is een van de belangrijkste symbolisten, samen met Arthur Rimbaud, waar hij een relatie mee heeft, en Stéphane Mallarmé.
Ook enkele romanschrijvers kunnen bij de symbolistische beweging worden gerekend (hun werk heet de zgn Fin de Siècle-roman. Ze verzetten zich tegen het positivisme en de wetenschappelijkheid van het naturalisme. Ze herwaardeerden het individu als dusdanig. Zo gaat Joris-Karl Huysmans' A Rebours (1884) enkel en alleen over de smaak en de voorkeuren van de hoofdpersoon. Hun romans zijn vaak van een donkere mystieke tonaliteit. Een andere bekende symbolistische schrijver is Barbey D'Aurevilly.
Het symbolisme heeft ook in het toneel één belangrijke vertegenwoordiger: de Vlaming Maurice Maeterlinck met zijn stukken Pelléas et Mélisande (1892) en l'Oiseau Bleu (1902).

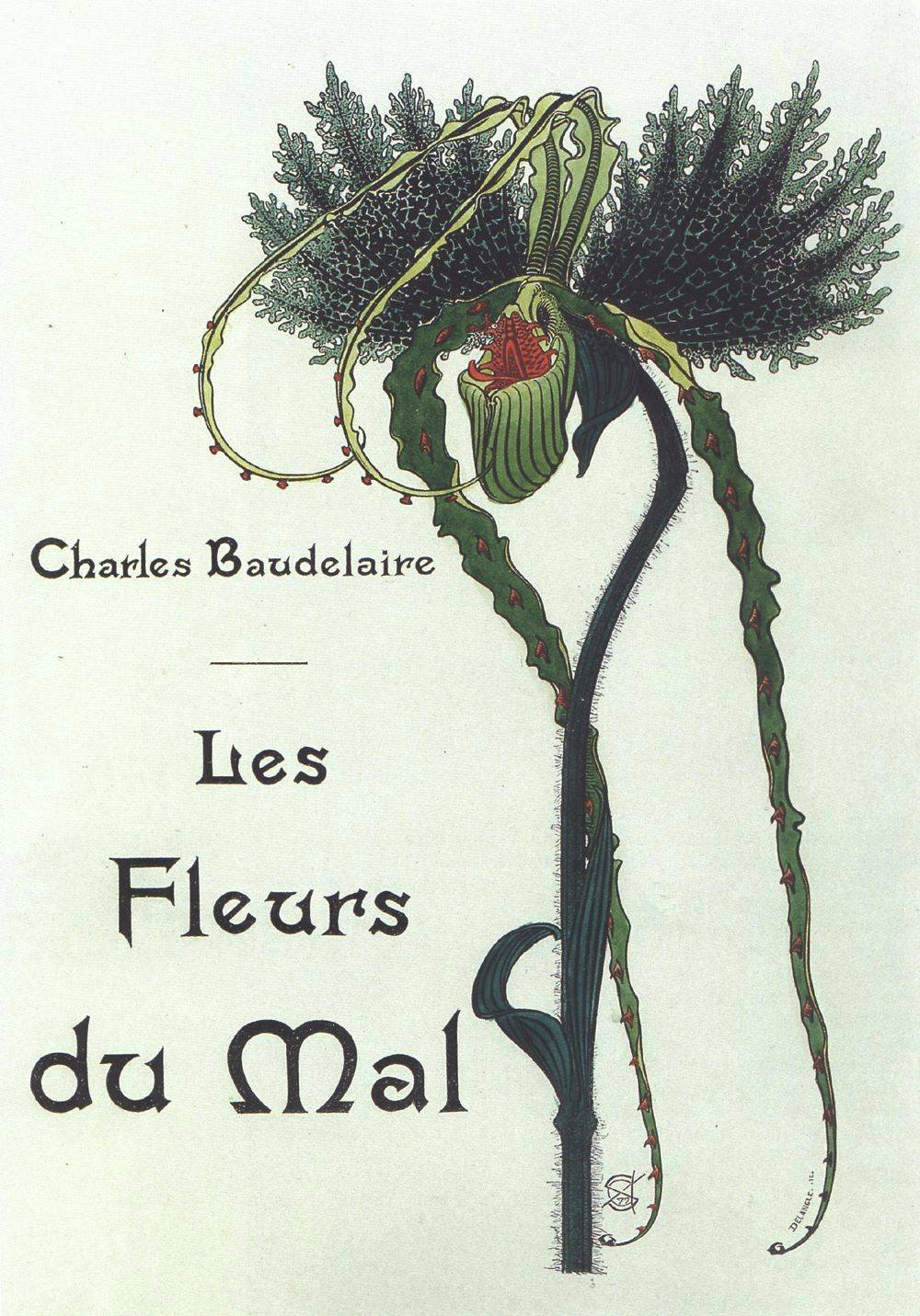

### Baudelaire
Belangrijkste dichter uit deze tijd (en volgens sommigen de belangrijkste Franse dichter in het algemeen), is Charles Baudelaire. Het is moeilijk uit te maken tot welke stroming hij precies behoort, zijn werk vertoont kenmerken van zowel het realisme, als van het symbolisme en bovendien was hij ook gelieerd aan de Parnassiens. Daarom wordt wel gezegd dat zijn werk de synthese is van alle stromingen van het eind van de negentiende eeuw. Maar over het algemeen wordt hij bij de symbolisten geplaatst.
De meeste van zijn gedichten maken deel uit van de bundel Les fleurs du mal (De bloemen van het kwaad, 1857). Hoewel de beschrijvingen een stuk realistischer zijn dan de Romantische beschrijvingen, blijft de thematiek van Baudelaires gedichten soms nog dicht bij die van de Romantiek. Zo lijkt een van de centrale thema's, de spleen, erg veel op de Romantische weltschmerz.
De gedichten van Baudelaire zijn vandaag de dag vaak nog verplichte kost op Franse middelbare scholen, en een groot aantal Fransen kent een aantal (fragmenten) uit z'n hoofd. Naast z'n eigen gedichten, heeft Baudelaire ook een aantal zeer invloedrijke literatuur- en kunstkritische werken geschreven, die zeer bepalend zijn geweest in de decennia die zouden volgen.